# Mount Nesos
Mount Nesos ist ein 400 m hoher Überrest eines Vulkans im Südwesten von White Island im antarktischen Ross-Archipel.
Teilnehmer einer von 1958 bis 1959 dauernden Kampagne im Rahmen der New Zealand Geological Survey Antarctic Expedition gaben ihm seinen Namen, der sich vom griechischen nḗsos für Insel ableitet und damit auf die inselartige Lage des Bergs inmitten des Eisschilds auf White Island anspielt.